# Jason Robards (színművész, 1922–2000)

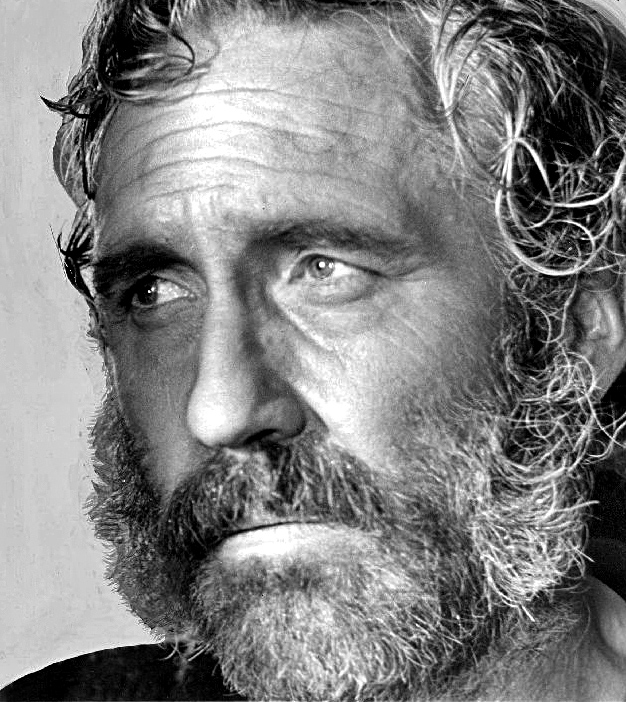
A Volt egyszer egy Vadnyugat (1968) című filmhez készült reklámfotón

Jason Nelson Robards, Jr. (Chicago, Illinois, 1922. július 26. – Bridgeport, Connecticut, 2000. december 26.) kétszeres Oscar-, Tony- és Primetime Emmy-díjas amerikai színész. Eugene O’Neill műveinek kiváló előadója, az 1968-as Volt egyszer egy Vadnyugat című film egyik főszereplője volt.

## Élete és filmes karrierje
Angol, walesi, ír és svéd ősök leszármazottjaként született Chicagóban és nevelkedett Jason Nelson Robards Jr. néven. Életében sok trauma érte, szülei válása és hogy végig kellett néznie apja karrierjének felívelését és hanyatlását.
Fiatal éveiben Robards kiváló atléta volt, sportteljesítménye miatt több egyetem is versengett érte. A második világháború kitörésekor mégis a tengerészetet választotta, rádiósként szolgált egy csatahajón, amelyet a japánok 1942-ben megtorpedóztak. A bátorságáért kitüntetették. 1944-ben a hajó könyvtárában olvasta el Eugene O'Neill Különös közjáték című darabját, amely megragadta a képzeletét. Ekkor határozta el, hogy ő is színész lesz, első tapasztalatait a tengerészetnél rendezett műsoros estek házigazdájaként szerezte, majd leszerelése után New Yorkban folytatott színészi tanulmányokat. Karrierje nehezen, rádiós munkákkal és kisebb színpadi szerepekkel indult.
Első nagy sikerét a Broadway-n kezdte, O'Neill Ha eljő a jeges című darabjában aratta, majd ugyancsak a Hosszú út az éjszakába című művében is remekelt. Mindkét szerepet később filmen is eljátszotta. Élete végéig a színpad szerelmese maradt, egyszer azt mondta: csak azért dolgozik Hollywoodban, hogy pénzt keressen és visszamehessen a Broadwayre játszani.
Amikor már elismert színész volt, 37 évesen elvállalta első filmszerepét, Az utazás című filmben mint magyar szabadságharcos. Kiváló karakterszínésznek bizonyult, az egyik legismertebb szerepe Cheyenne, a bandita volt Sergio Leone Volt egyszer egy Vadnyugat című westernfilmjében, ezután a híres táncosnő, Isadora Duncan életéről készült filmben is játszott.
Pályája csúcsára az 1970-es évek közepén ért fel, amikor két egymást követő évben is megkapta a legjobb mellékszereplőnek járó Oscar-díjat. 1976-ban Az elnök emberei című, a Watergate-botrányról készült filmben a leleplezések sorát közlő The Washington Post című lap főszerkesztőjét, Ben Bradleyt játszotta, majd 1977-ben a Julia című filmben, Dashiell Hammett írót formálta meg. Emlékezetes szerepei voltak, A Jó anya (1988) és a Philadelphia – Az érinthetetlen (1993) című filmekben is, alakítását mindig kiváló, elmélyült karakterábrázolások jellemezték.
Robards 1988-ban azon kevesek egyike lett, akik a szórakoztatóipar három legfontosabb kitüntetését is birtokolják: az Oscar-díj, az 1959-ben elnyert Tony-díj mellé megkapta a televíziózás legrangosabb kitüntetését, az Emmy-díjat is. 1997-ben Bill Clinton elnök adta át neki a National Medal of Arts kitüntetést, az Egyesült Államok legmagasabb állami szintű elismerését a művészetek területén.
Robards utolsó filmes szerepe 1999-es a Magnólia című film volt, ahol egy tüdőrákban haldokló embert alakított.

## Magánélete
Négyszer házasodott, és hat gyermeke született, köztük Jason Robards III színész (1949), első feleségével, Eleanor Pittmannal kötött házasságából. Másik fia, Sam Robards színész harmadik feleségétől, Lauren Bacall színésznőtől született. Az első három házassága válással végződött, részben az alkoholizmusa miatt. 1970-ben, Lois O'Connorral kötött házassága hosszú ideig, egészen 2000-ben bekövetkezett haláláig tartott.
1972-ben egy kanyargós hegyi úton súlyos autóbalesetben megsérült. A sérülés súlyossága miatt Kaliforniában megműtötték az arcát. A balesetének okát összefüggésbe hozták egész életén át tartó alkoholizmusával.
2000. december 26-án hunyt el tüdőrákban. Halála után elhamvasztották.
A Roundabout Theatre Company az ő emlékére alapította meg New Yorkban a Jason Robards-díjat.

## Filmográfia

### Film
| Év   | Magyar cím                          | Eredeti cím                      | Szerep                                    | Magyar hang     |
| ---- | ----------------------------------- | -------------------------------- | ----------------------------------------- | --------------- |
| 1959 | Az utazás                           | The Journey                      | Paul Kedes                                |                 |
| 1961 | Ki nem mondott szeretet             | By Love Possessed                | Julius Penrose                            | Rosta Sándor    |
| 1962 |                                     | Tender Is the Night              | Dr. Richard "Dick" Diver                  |                 |
| 1962 | Hosszú út az éjszakába              | Long Day's Journey into Night    | Jamie Tyrone                              | Faragó András   |
| 1963 |                                     | Act One                          | George S. Kaufman                         |                 |
| 1965 | Ezer bohóc                          | A Thousand Clowns                | Murray Burns                              |                 |
| 1966 |                                     | A Big Hand for the Little Lady   | Henry Drummond                            |                 |
| 1966 |                                     | Any Wednesday                    | John Cleves                               |                 |
| 1967 | Válás amerikai módra                | Divorce American Style           | Nelson Downes                             | Somogyvári Pál  |
| 1967 | A Valentin-napi mészárlás           | The St. Valentine's Day Massacre | Al Capone                                 | Nagypál Gábor   |
| 1967 | Fegyverek órája                     | Hour of the Gun                  | Doc Holliday                              |                 |
| 1968 | Isadora                             | Isadora                          | Singer                                    | Bitskey Tibor   |
| 1968 | Volt egyszer egy Vadnyugat          | C'era una volta il West          | Manuel "Cheyenne" Gutiérrez               | Kristóf Tibor   |
| 1968 | Volt egyszer egy Vadnyugat          | C'era una volta il West          | Manuel "Cheyenne" Gutiérrez               | Gáspár Sándor   |
| 1968 | Razzia a Minsky burleszkben         | The Night They Raided Minsky's   | Raymond Paine                             | Pálfai Péter    |
| 1970 |                                     | Rosolino Paternò, soldato…       | Sam Armstrong                             |                 |
| 1970 | A pap, a kurtizán és a magányos hős | The Ballad of Cable Hogue        | Cable Hogue                               | Kristóf Tibor   |
| 1970 | A pap, a kurtizán és a magányos hős | The Ballad of Cable Hogue        | Cable Hogue                               | Dörner György   |
| 1970 | Julius Caesar                       | Julius Caesar                    | Marcus Brutus                             | Papp János      |
| 1970 | Tora! Tora! Tora!                   | Tora! Tora! Tora!                | Walter Short altábornagy                  | Szersén Gyula   |
| 1970 |                                     | Fools                            | Matthew South                             |                 |
| 1971 |                                     | Jud                              | ismeretlen szerep                         |                 |
| 1971 | Johnny háborúba megy                | Johnny Got His Gun               | Joe apja                                  | Jakab Csaba     |
| 1971 | A Morgue utcai gyilkosságok         | Murders in the Rue Morgue        | Cesar Charron                             |                 |
| 1972 | Közelharc férfiak és nők között     | The War Between Men and Women    | Stephen Kozlenko                          | Bács Ferenc     |
| 1973 | Pat Garrett és Billy, a kölyök      | Pat Garrett and Billy the Kid    | Wallace kormányzó                         | Bitskey Tibor   |
| 1973 | Pat Garrett és Billy, a kölyök      | Pat Garrett and Billy the Kid    | Wallace kormányzó                         | Kristóf Tibor   |
| 1975 | A fiú és a kutyája                  | A Boy and His Dog                | Lou Craddock                              | Horváth Sándor  |
| 1975 |                                     | Mr. Sycamore                     | John Gwilt                                |                 |
| 1976 | Az elnök emberei                    | All the President's Men          | Ben Bradlee                               | Benkő Gyula     |
| 1976 | Az elnök emberei                    | All the President's Men          | Ben Bradlee                               | Gruber Hugó     |
| 1976 |                                     | Tod eines Fremden                | Barkan felügyelő                          |                 |
| 1977 | Júlia                               | Julia                            | Dashiell Hammett                          | Gera Zoltán     |
| 1978 | Ha eljő a lovas                     | Comes a Horseman                 | Jacob "J.W." Ewing                        | Kránitz Lajos   |
| 1978 | Ha eljő a lovas                     | Comes a Horseman                 | Jacob "J.W." Ewing                        | Seres Lajos     |
| 1979 | Hurrikán                            | Hurricane                        | Bruckner százados                         | Sinkovits Imre  |
| 1980 | Caboblanco                          | Cabo Blanco                      | Gunther Beckdorff                         | Szabó Ottó      |
| 1980 | A Titanic kincse                    | Raise the Titanic                | James Sandecker admirális                 | Kristóf Tibor   |
| 1980 | A Titanic kincse                    | Raise the Titanic                | James Sandecker admirális                 | Rajhona Ádám    |
| 1980 | Melvin és Howard                    | Melvin and Howard                | Howard Hughes                             | Kézdy György    |
| 1981 | Az álarcos lovas legendája          | The Legend of the Lone Ranger    | Ulysses S. Grant                          |                 |
| 1983 | Gengszterpapa                       | Max Dugan Returns                | Max Dugan                                 |                 |
| 1983 | Gonosz lélek közeleg                | Something Wicked This Way Comes  | Charles Halloway                          | Rajhona Ádám    |
| 1987 | Amerikai kánkán                     | Square Dance                     | Dillard                                   |                 |
| 1988 | Fények, nagyváros                   | Bright Lights, Big City          | Mr. Hardy                                 |                 |
| 1988 | Két szülő közt                      | The Good Mother                  | Muth                                      |                 |
| 1989 | Álom, édes álom                     | Dream a Little Dream             | Coleman Ettinger                          | Kristóf Tibor   |
| 1989 | Találkozás                          | Reunion                          | Harry Strauss                             |                 |
| 1989 | Vásott szülők                       | Parenthood                       | Frank Buckman                             | Szabó Ottó      |
| 1989 | Vásott szülők                       | Parenthood                       | Frank Buckman                             | Versényi László |
| 1989 | Fekete szivárvány                   | Black Rainbow                    | Walter Travis                             | Kristóf Tibor   |
| 1989 | Fekete szivárvány                   | Black Rainbow                    | Walter Travis                             | Barbinek Péter  |
| 1990 | Viszem a bankot                     | Quick Change                     | Rotzinger parancsnok                      | Szabó Ottó      |
| 1992 | Storyville                          | Storyville                       | Clifford Fowler                           | Kristóf Tibor   |
| 1993 | Huck Finn kalandjai                 | The Adventures of Huck Finn      | a király                                  | Kristóf Tibor   |
| 1993 | A per                               | The Trial                        | Dr. Huld                                  | Szokolay Ottó   |
| 1993 | Philadelphia – Az érinthetetlen     | Philadelphia                     | Charles Wheeler                           | Rajhona Ádám    |
| 1994 | Lapzárta                            | The Paper                        | Graham Keighley                           | Kun Vilmos      |
| 1994 | Világverők                          | Little Big League                | Thomas Heywood                            | Makay Sándor    |
| 1995 | Az utolsó esély                     | Crimson Tide                     | Anderson ellentengernagy                  | Szabó Ottó      |
| 1997 | Ezer hold                           | A Thousand Acres                 | Larry Cook                                | Gruber Hugó     |
| 1998 | Egy jó unoka aranyat ér             | The Real Macaw                   | Girdis nagypapa                           |                 |
| 1998 | Rabszolgalelkek                     | Beloved                          | Mr. Bodwin                                |                 |
| 1998 | A közellenség                       | Enemy of the State               | Phillip Hammersley kongresszusi képviselő | Uri István      |
| 1998 |                                     | Heartwood                        | Logan Reeser                              |                 |
| 1999 | Magnólia                            | Magnolia                         | Earl Partridge                            | Bitskey Tibor   |

### Televízió

#### Tévéfilm
| Év   | Magyar cím            | Eredeti cím                        | Szerep                      | Magyar hang       |
| ---- | --------------------- | ---------------------------------- | --------------------------- | ----------------- |
| 1959 |                       | A Doll's House                     | Dr. Rank                    |                   |
| 1962 |                       | That's Where the Town is Going     | Hobart Cramm                |                   |
| 1964 |                       | Abe Lincoln in Illinois            | Abraham Lincoln             |                   |
| 1969 |                       | Spoon River                        | Reader                      |                   |
| 1972 |                       | The House Without a Christmas Tree | Jamie Mills                 |                   |
| 1973 |                       | The Thanksgiving Treasure          | James Mills                 |                   |
| 1974 | A vidéki lány         | The Country Girl                   | Frank Elgin                 | Somogyvári Rudolf |
| 1975 |                       | The Easter Promise                 | Jamie                       |                   |
| 1975 | Boldogtalan hold      | A Moon for the Misbegotten         | James Tyrone Jr.            | Szabó Ottó        |
| 1976 |                       | Addie and the King of Hearts       | Jamie Mills                 |                   |
| 1978 |                       | A Christmas to Remember            | Daniel Larson               |                   |
| 1980 |                       | F.D.R.: The Last Year              | Franklin D. Roosevelt elnök |                   |
| 1980 |                       | Haywire                            | Leland Hayward              |                   |
| 1983 | Másnap                | The Day After                      | Dr. Russell Oakes           | Kristóf Tibor     |
| 1983 | Másnap                | The Day After                      | Dr. Russell Oakes           | Szabó Ottó        |
| 1984 |                       | Sakharov                           | Andrej Szaharov             |                   |
| 1986 |                       | Johnny Bull                        | Stephen Kovacs              |                   |
| 1987 | Hőség Laguna Beach-en | Laguna Heat                        | Wade Shepard                |                   |
| 1987 | Családi kötelék       | Breaking Home Ties                 | Lloyd                       |                   |
| 1988 | Majomper              | Inherit the Wind                   | Henry Drummond              |                   |
| 1988 |                       | The Christmas Wife                 | John Tanner                 |                   |
| 1988 |                       | Thomas Hart Benton                 | narrátor                    |                   |
| 1991 | Testvérharc           | The Perfect Tribute                | Abraham Lincoln             | Szabó Ottó        |
| 1991 | Testvérharc           | The Perfect Tribute                | Abraham Lincoln             | Helyey László     |
| 1991 |                       | Chernobyl: The Final Warning       | Armand Hammer               |                   |
| 1991 | Mark Twain és én      | Mark Twain and Me                  | Mark Twain                  |                   |
| 1992 |                       | Lincoln                            | Abraham Lincoln (hangja)    |                   |
| 1994 | Az ellenség közelében | The Enemy Within                   | R. Pendleton Lloyd tábornok | Dobránszky Zoltán |
| 1995 | Az első szerelem      | My Antonia                         | Josea Burden                |                   |
| 1995 |                       | Journey                            | Marcus                      |                   |
| 2000 |                       | Going Home                         | Charles Barton              |                   |

#### Sorozat
| Év        | Cím                                                              | Szerep                                         | Megjegyzések                                           |
| --------- | ---------------------------------------------------------------- | ---------------------------------------------- | ------------------------------------------------------ |
| 1951–1954 | The Big Story                                                    | Aaron Dudley / Mr. Simms                       | 2 epizód                                               |
| 1955      | The Philco Television Playhouse                                  | Joe Grant / Mason                              | 2 epizód                                               |
| 1955–1956 | Armstrong Circle Theatre                                         | Reinhardt Schmidt / Ralph Sawyer / Paul Foster | 3 epizód                                               |
| 1955–1956 | Justice                                                          | Karder                                         | 1 epizód                                               |
| 1956–1957 | The Alcoa Hour                                                   | Bridger / Bert Palmer / Jayson                 | 3 epizód                                               |
| 1955–1957 | Studio One in Hollywood                                          | Cameron / Leonard O'Brien / elítélt            | 4 epizód                                               |
| 1958      | Omnibus                                                          | miniszterelnök                                 | 1 epizód                                               |
| 1959      | Playhouse 90                                                     | Robert Jordan                                  | 1 epizód                                               |
| 1959      | NBC Sunday Showcase                                              | Alex Reed                                      | 1 epizód                                               |
| 1960      | Dow Hour of Great Mysteries                                      | Anderson nyomozó                               | 1 epizód                                               |
| 1960      | The Play of the Week                                             | Theodore 'Hickey' Hickman                      | 1 epizód                                               |
| 1963–1966 | Bob Hope Presents the Chrysler Theatre                           | Ivan Denisovich / Irish LaFontain              | 1 epizód                                               |
| 1966      | ABC Stage 67                                                     | Royal Earle Thompson                           | 1 epizód                                               |
| 1972      | Circle of Fear                                                   | Elliot Brent                                   | 1 epizód                                               |
| 1977      | Washington – Zárt ajtók mögött (Washington: Behind Closed Doors) | Richard Monckton elnök                         | - minisorozat (6 epizód) - magyar hangja: - Szabó Ottó |
| 1984      | American Playhouse                                               | Erie Smith                                     | 1 epizód                                               |
| 1984      | Great Performances                                               | Martin Vanderhof nagypapa                      | 1 epizód                                               |
| 1985      | The Atlanta Child Murders                                        | Alvin Binder                                   | minisorozat (2 epizód)                                 |
| 1985      | The Long Hot Summer                                              | Will Varner                                    | minisorozat (2 epizód)                                 |
| 1990      | Az amerikai polgárháború története (The Civil War)               | Ulysses S. Grant (hangja)                      | minisorozat (9 epizód)                                 |
| 1991      | Kínos viszony (An Inconvenient Woman)                            | Jules Mendelson                                | - 2 epizód - magyar hangja: - Gera Zoltán              |
| 1991      | On the Waterways                                                 | narrátor                                       | 13 epizód                                              |
| 1991–1997 | American Experience                                              | narrátor                                       | 7 epizód                                               |
| 1993      | Heidi                                                            | nagypapa                                       | - minisorozat (2 epizód) - magyar hangja: - Szabó Ottó |

## Fontosabb díjak és jelölések
Oscar-díj
- 1977 díj: legjobb férfi mellékszereplő – Az elnök emberei
- 1978 díj: legjobb férfi mellékszereplő – Júlia
- 1981 jelölés: legjobb férfi mellékszereplő – Melvin és Howard

Golden Globe-díj
- 1966 jelölés: legjobb férfi főszereplő (musical/vígjáték) – Ezer bohóc
- 1977 jelölés: legjobb férfi mellékszereplő – Az elnök emberei
- 1978 jelölés: legjobb férfi mellékszereplő – Júlia
- 1981 jelölés: legjobb férfi mellékszereplő – Melvin és Howard
- 1985 jelölés: legjobb férfi főszereplő (tévéfilm vagy minisorozat) – Sakharov

Emmy-díj
- 1964 jelölés: legjobb férfi vendégszereplő – Abe Lincoln in Illinois
- 1976 jelölés: legjobb férfi főszereplő (vígjáték vagy dráma) – A Moon for The Misbegotten
- 1978 jelölés: legjobb férfi főszereplő (minisorozat) – Washington: Behind Closed Doors
- 1980 jelölés: legjobb férfi főszereplő (minisorozat vagy tévéfilm) – F.D.R.: The Last Year
- 1988 díj: legjobb férfi főszereplő (minisorozat vagy tévéfilm) – Inherit The Wind

BAFTA-díj
- 1977 jelölés: legjobb férfi mellékszereplő – Az elnök emberei
- 1979 jelölés: legjobb férfi mellékszereplő – Júlia

Tony-díj
- 1957 jelölés: legjobb férfi mellékszereplő (színdarab) – Long Day's Journey into Night
- 1959 díj: legjobb férfi főszereplő (színdarab) – The Disenchanted
- 1960 jelölés: legjobb férfi főszereplő (színdarab) – Toys in The Attic
- 1964 jelölés: legjobb férfi főszereplő (színdarab) – After The Fall
- 1965 jelölés: legjobb férfi főszereplő (színdarab) – Hughie
- 1972 jelölés: legjobb férfi főszereplő (színdarab) – The Country Girl
- 1974 jelölés: legjobb férfi főszereplő (színdarab) – A Moon for The Misbegotten
- 1978 jelölés: legjobb férfi főszereplő (színdarab) – A Touch of The Poet

## Fordítás
- Ez a szócikk részben vagy egészben  a   Jason Robards című angol Wikipédia-szócikk fordításán alapul.  Az eredeti cikk szerkesztőit annak laptörténete sorolja fel. Ez a jelzés csupán a megfogalmazás eredetét és a szerzői jogokat jelzi, nem szolgál a cikkben szereplő információk forrásmegjelöléseként.